# Kolibrifélék

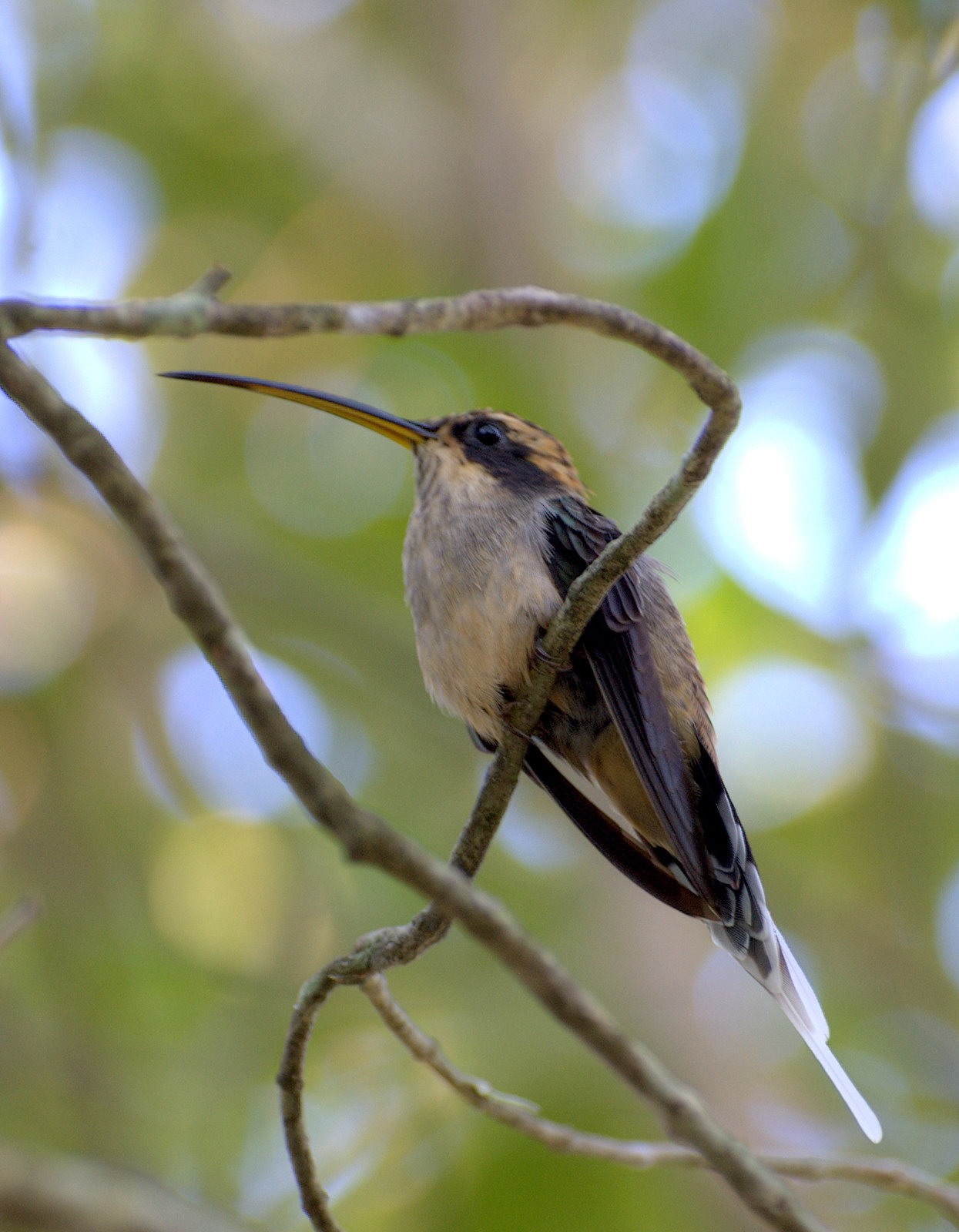
Pikkelyestorkú remetekolibri (Phaethornis eurynome)

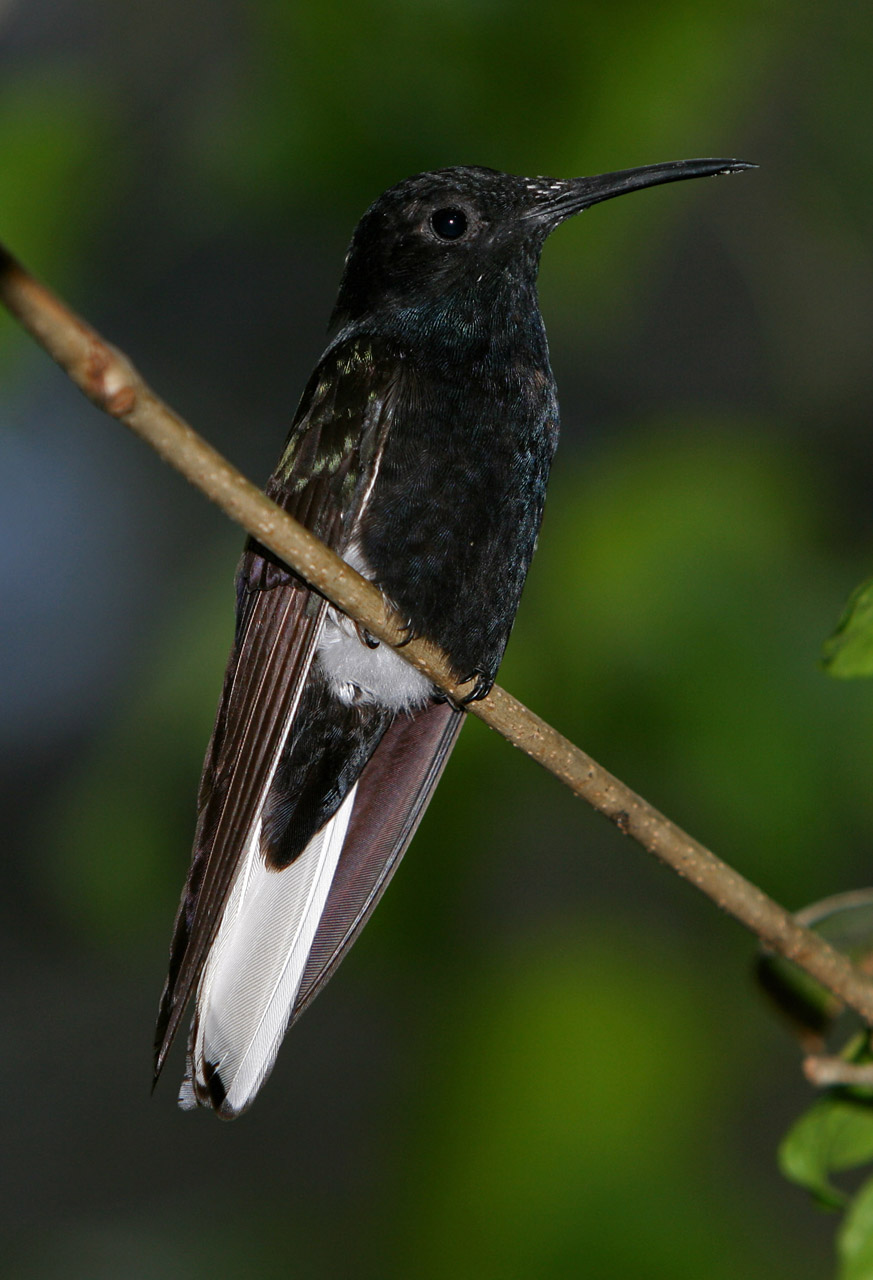
Fekete jakobinuskolibri (Melanotrochilus fuscus)

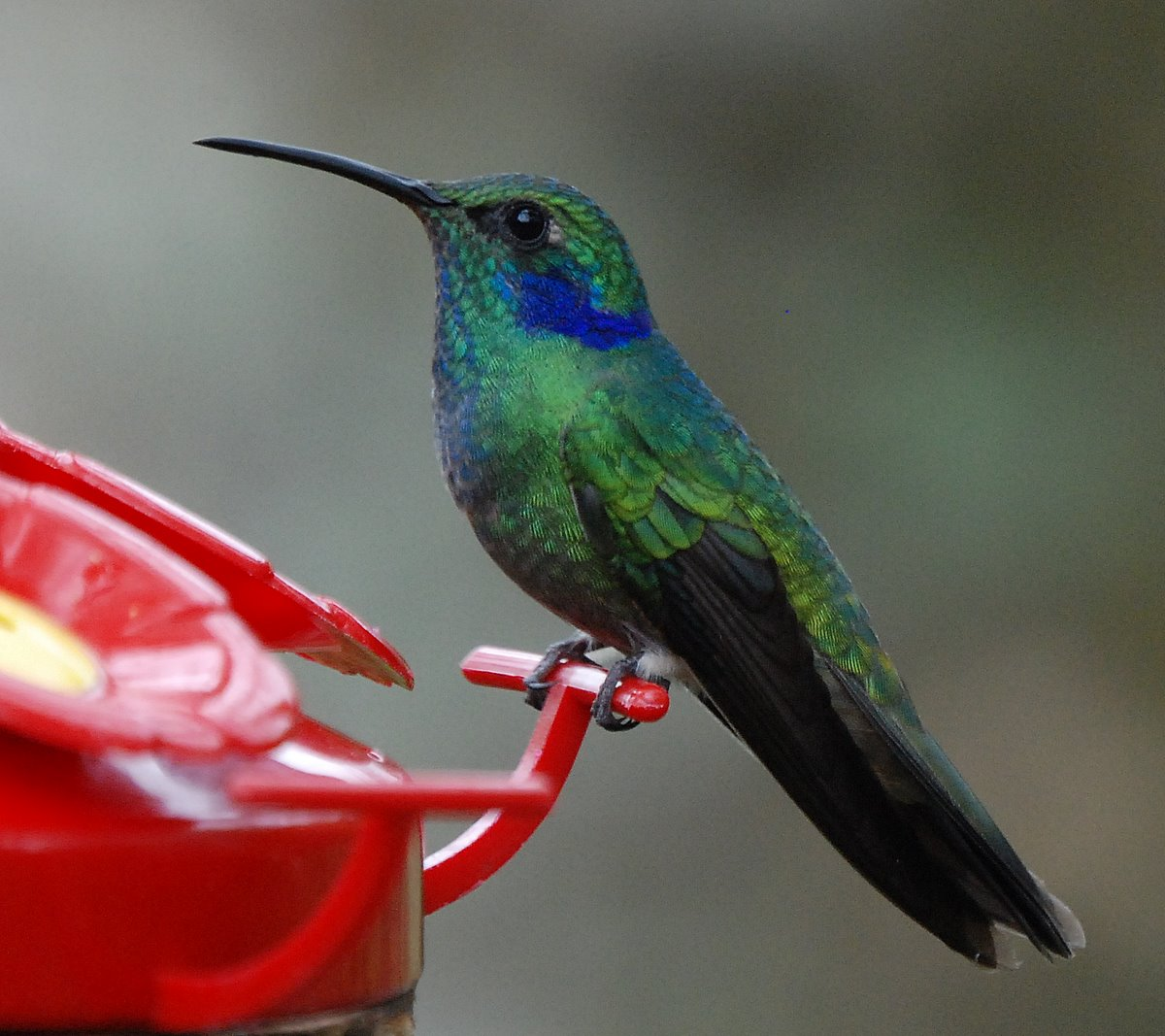
Zöld füleskolibri (Colibri thalassinus)

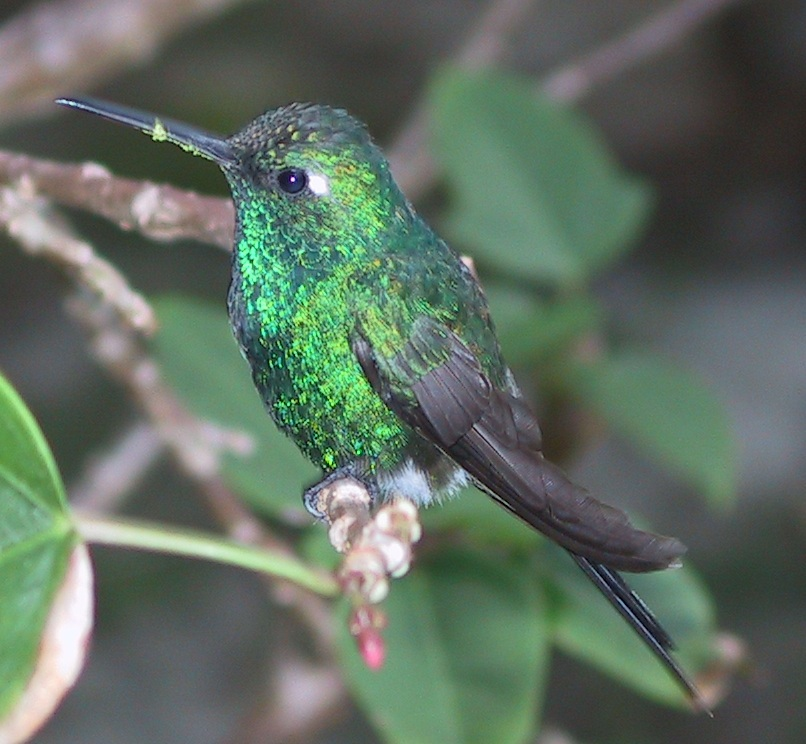
Zöld smaragdkolibri (Chlorostilbon ricordii)

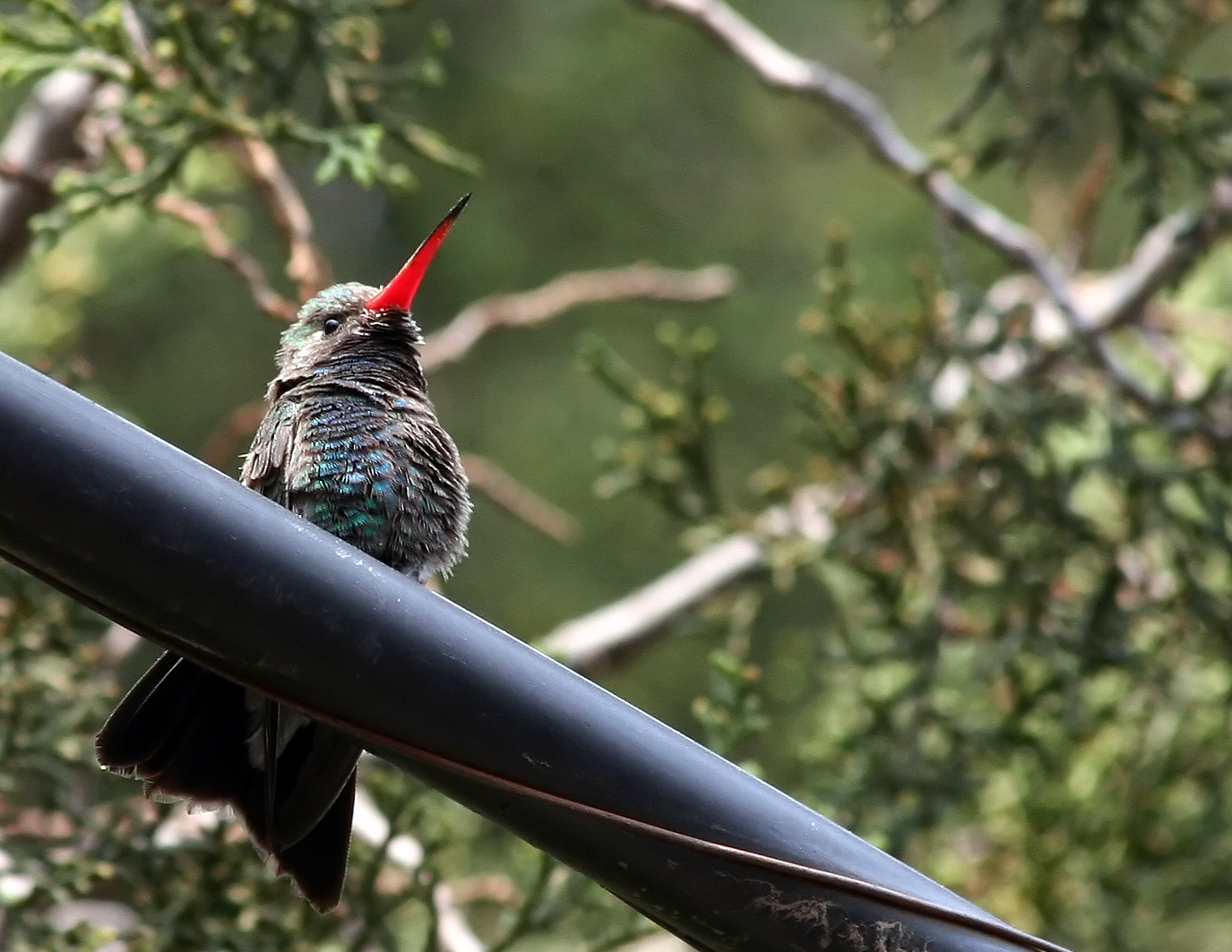
Szélescsőrű kolibri (Cynanthus latirostris)

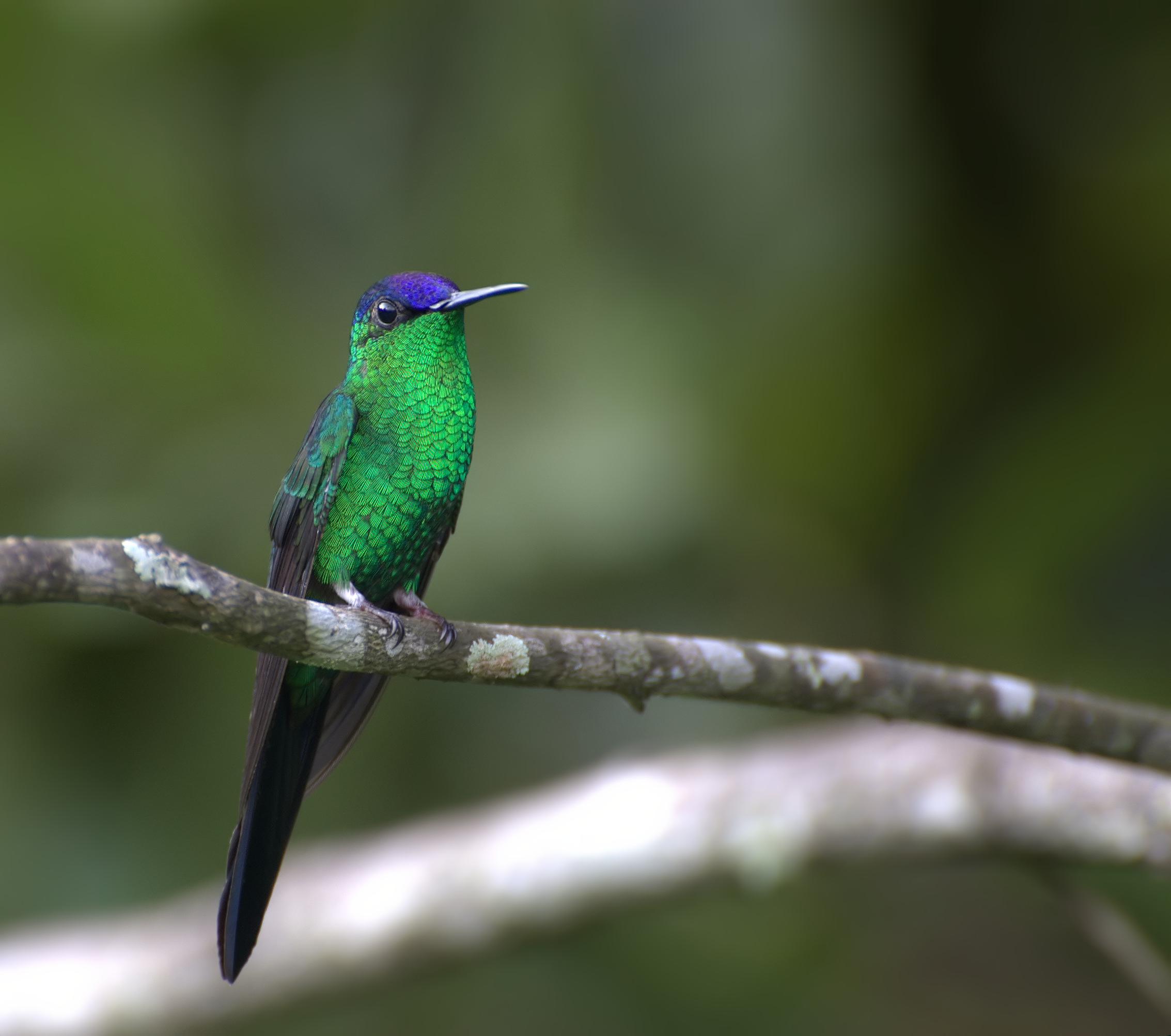
Ibolyásfejű erdeinimfa (Thalurania glaucopis)

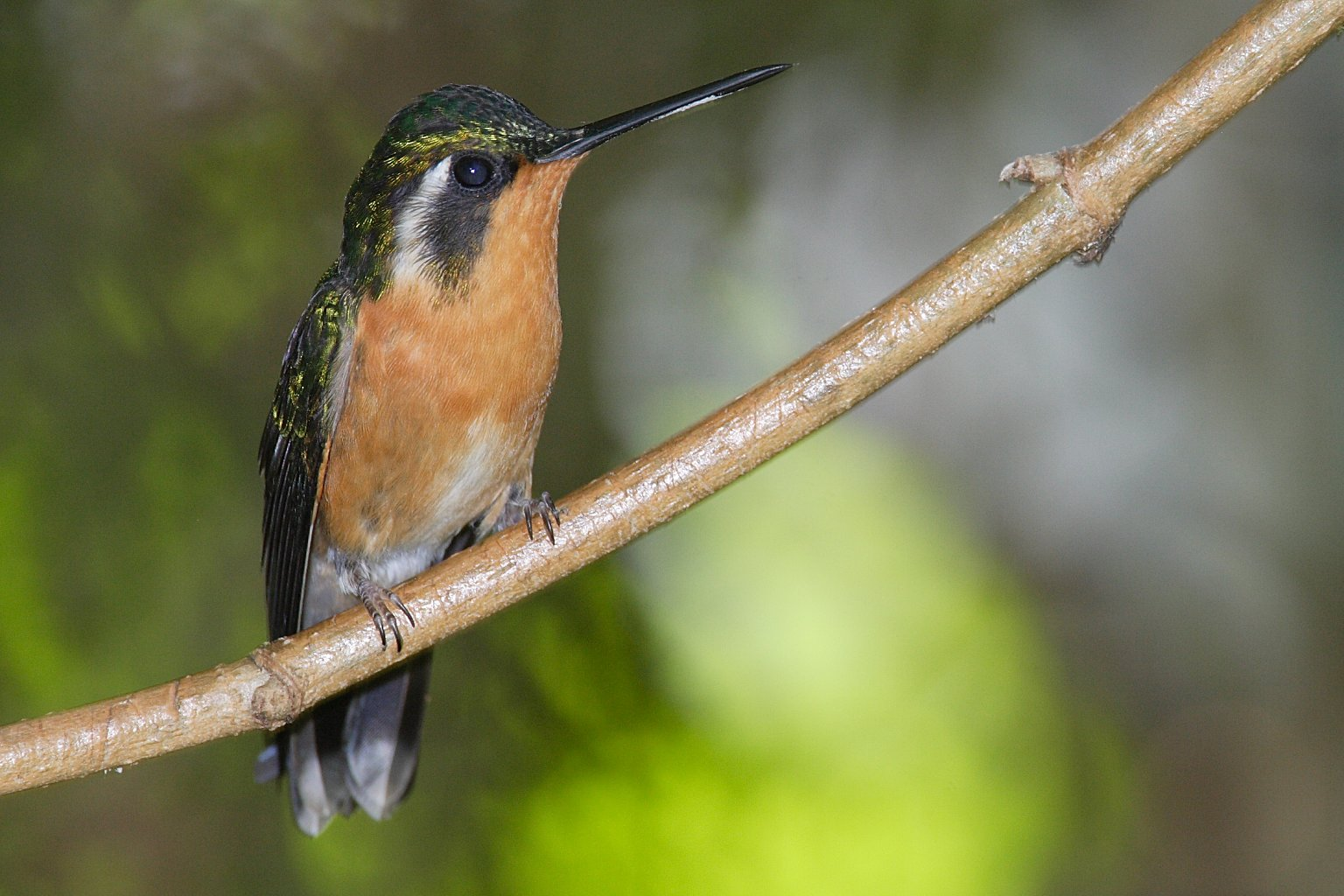
Változékony hegyikolibri (Lampornis castaneoventris)

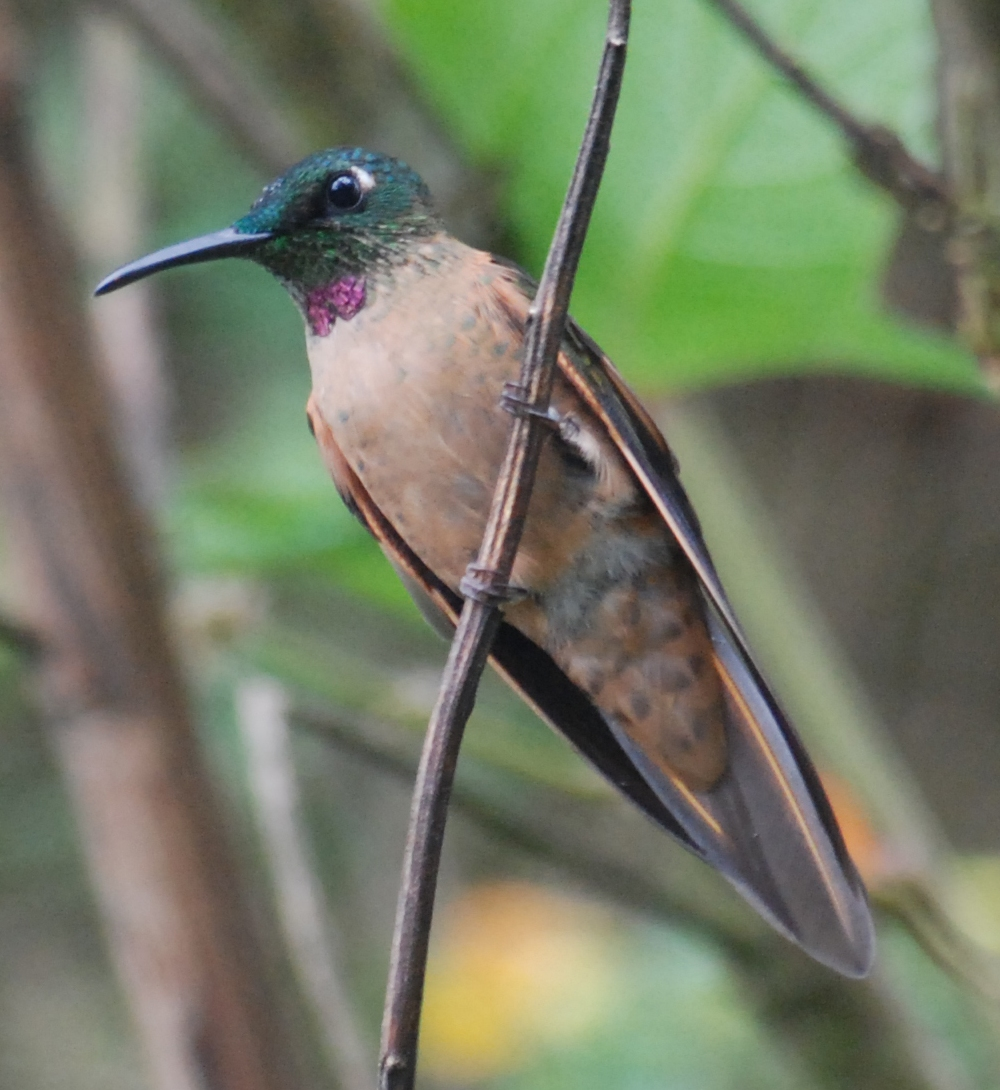
Heliodoxa rubinoides

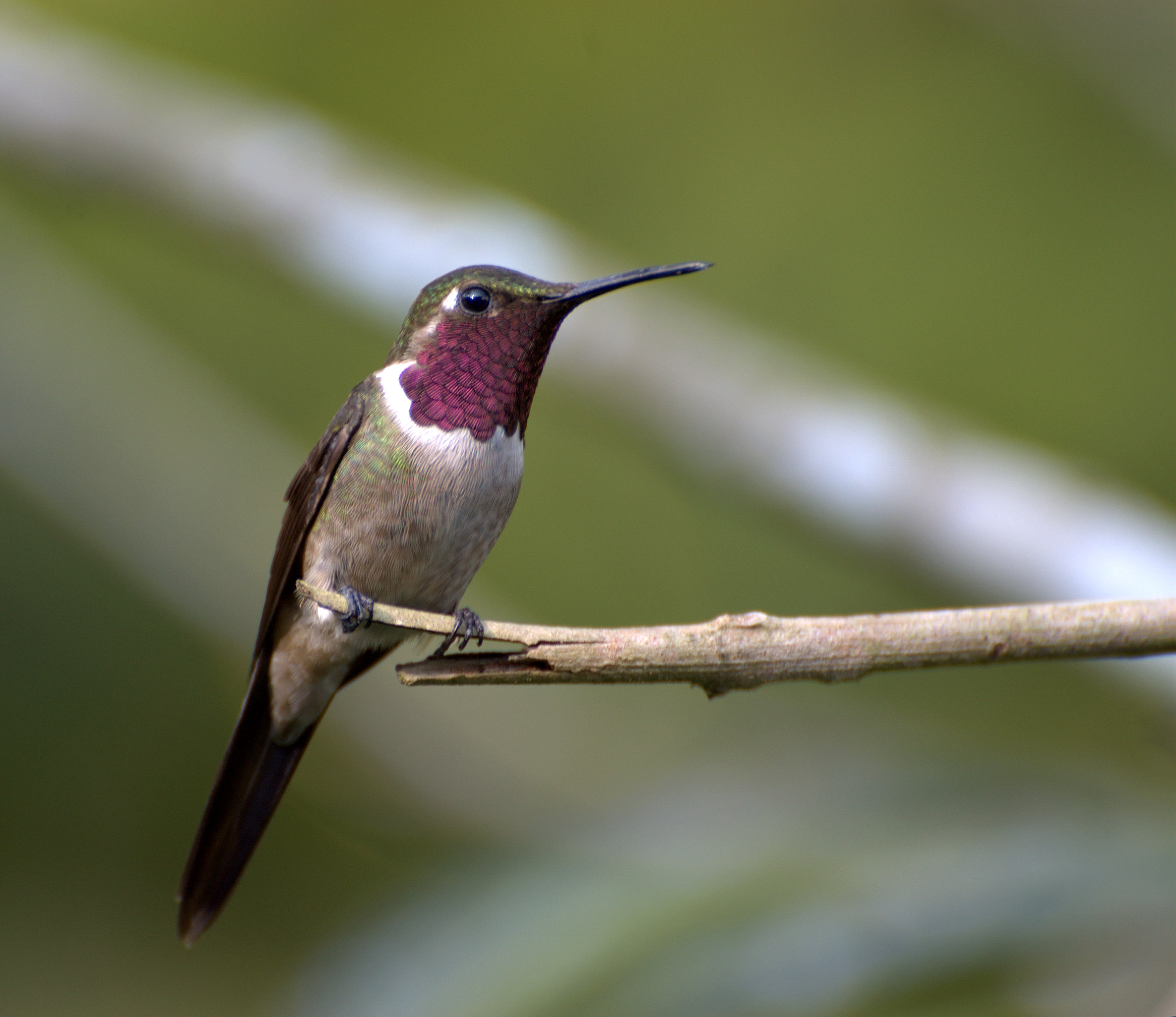
Ametiszt erdőcsillag (Calliphlox amethystina)

A kolibrifélék (Trochilidae) a madarak osztályának sarlósfecske-alakúak (Apodiformes) rendjébe tartozó család. 112 nem és 341 faj tartozik a családba.
Egyes régebbi rendszerbesorolások külön rendbe, a kolibrialakúak (Trochiliformes) rendjébe sorolták.

## Rendszerezés
A családhoz az alábbi alcsaládok és nemek tartoznak:

### Florisuginae
A Florisuginae alcsaládjába 2 nem tartozik:
- Florisuga – 2 faj
- Topaza – 2 faj

### Remetekolibri-formák
A remetekolibri-formák (Phaethornithinae) alcsaládjába 6 nem tartozik:
- Ramphodon – 1 faj
- Eutoxeres – 2 faj
- Glaucis – 3 faj
- Threnetes – 3 faj
- Anopetia – 1 faj
- Phaethornis – 25 faj

### Polytminae
A Polytminae alcsaládjába 12 nem tartozik:
- Doryfera – 2 faj
- Schistes – 1 faj
- Augastes – 2 faj
- Colibri – 4 faj
- Heliactin – 1 faj
- Androdon – 1 faj
- Heliothryx – 2 faj
- Polytmus – 3 faj
- Avocettula – 1 faj
- Chrysolampis – 1 faj
- Anthracothorax – 7 faj
- Eulampis – 2 faj

### Lesbiinae
A Lesbiinae alcsaládjába nem tartozik:

#### Lesbiini
A Lesbiini nemzetségbe az alábbi nemeket sorolják:
- Sephanoides – 2 faj
- Discosura – 5 faj
- Lophornis – 10 faj
- Phlogophilus – 2 faj
- Heliangelus – 8 faj
- Adelomyia – 1 faj
- Taphrolesbia – 1 faj
- Aglaiocercus – 3 faj
- Sappho – 1 faj
- Lesbia – 2 faj
- Ramphomicron – 2 faj
- Oreotrochilus – 6 faj
- Opisthoprora – 1 faj
- Polyonymus – 1 faj
- Oxypogon – 7 faj
- Metallura – 9 faj

### Valódi kolibriformák
A valódi kolibriformák (Trochilinae) alcsaládjába 100 nem tartozik:

#### Polytmini
A Polytmini nemzetségbe az alábbi nemeket sorolják:

#### Coeligenini
A Coeligenini nemzetségbe az alábbi nemeket sorolják:
- Anthocephala – 1 faj
- Loddigesia – 1 faj
- Haplophaedia – 3 faj
- Eriocnemis – 11 faj
- Aglaeactis – 4 faj
- Coeligena – 11 faj
- Lafresnaya – 1 faj
- Ensifera – 1 faj
- Pterophanes – 1 faj
- Boissonneaua – 3 faj
- Ocreatus – 1 faj
- Urosticte – 2 faj
- Urochroa – 1 faj
- Clytolaema – 1 faj
- Heliodoxa – 9 faj

#### Patagonini
A Patagonini nemzetségbe az alábbi nemet sorolják:
- Patagona – 1 faj

#### Lampornini
A Lampornini nemzetségbe az alábbi 7 nemet sorolják:
- Sternoclyta – 1 faj
- Hylonympha – 1 faj
- Lamprolaima – 1 faj
- Eugenes – 1 faj
- Panterpe – 1 faj
- Heliomaster – 4 faj
- Lampornis – 7 faj

#### Mellisugini
A Mellisugini nemzetségbe az alábbi nemeket sorolják:
- Rhodopis – 1 faj
- Myrtis – 1 faj
- Eulidia – 1 faj
- Thaumastura – 1 faj
- Myrmia – 1 faj
- Microstilbon – 1 faj
- Chaetocercus – 6 faj
- Tilmatura – 1 faj
- Calliphlox – 4 faj
- Doricha – 2 faj
- Calothorax – 2 faj
- Archilochus – 2 faj
- Mellisuga – 2 faj
- Calypte – 2 faj
- Atthis – 2 faj
- Stellula - 1 faj
- Selasphorus – 6 faj

#### Trochilini
A Trochilini nemzetségbe az alábbi nemeket sorolják:
- Basilinna – 2 faj
- Cyanophaia – 1 faj
- Cynanthus – 3 faj
- Chlorestes – 1 faj
- Chlorostilbon – 18 faj
- Pampa
- Orthorhyncus – 1 faj
- Klais – 1 faj
- Stephanoxis – 1 faj
- Abeillia – 1 faj
- Eupetomena – 1 faj
- Phaeochroa – 1 faj
- Campylopterus – 12 faj
- Chalybura – 2 faj
- Thalurania – 6 faj
- Microchera – 1 faj
- Elvira – 2 faj
- Eupherusa – 4 faj
- Aphantochroa – 1 faj
- Taphrospilus – 1 faj
- Leucochloris – 1 faj
- Trochilus – 2 faj
- Saucerottia – 7 faj
- Amazilia – 7 faj
- Uranomitra – 1 faj
- Eucephala – 2 faj
- Lepidopyga – 3 faj
- Chrysuronia – 1 faj
- Agyrtria – 7 faj
- Goethalsia – 1 faj
- Goldmania – 1 faj
- Polyerata – 5 faj
- Damophila – 4 faj
- Hylocharis – 1 faj
- Leucippus – 4 faj